# Mikroregion Zlatohorsko
Die tschechische Mikroregion Zlatohorsko besteht aus sechs Gemeinden: Zlaté Hory, Hradec-Nová Ves, Mikulovice, Písečná, Supíkovice und Velké Kunětice und nimmt eine Fläche von 15.122 ha ein, das entspricht 21 % der Fläche des Okres Jeseník. 
Geografisch liegt die Mikroregion Zlatohorsko im Kreis Olomouc, nordöstlich der Stadt Jeseník. Sie grenzt südöstlich an okres Bruntál. Der Rest der Grenze befindet sich in der Region des okres Jeseník. Historisch gehört das Gebiet zu Schlesien. Auf dem Gebiet befindet sich das Vorgebirge von Hrubý Jeseník, der hier Zlatohorská vrchovina genannt wird und südlich Medvědská hornatina. An der Grenze dieser beiden Gebirge befindet sich ein naturwissenschaftlich interessantes Moorgebiet na Rejvízu. 
Die Mikroregion befindet sich in einer kühlen Gegend. Ergiebige Regenfälle, langanhaltende Winter mit viel Schnee speisen hier die Flüsse Černá Opava, Olešnice, Bělá, Zlatý potok, Skřivánkovský potok, Černý potok und Vrchovištní potok. Fast das gesamte Gebiet steht unter Naturschutz. Das Waldgebiet nimmt 56 % der Fläche ein.